# Bagua Grande (distrito)
Bagua Grande é um distrito peruano localizado na Província de Utcubamba, departamento Amazonas. Sua capital é a cidade de Bagua Grande.

## Transporte
O distrito de Bagua Grande é servido pela seguinte rodovia:
- PE-5N, que liga o distrito de Chanchamayo (Região de Junín) à Ponte Integración (Fronteira Equador-Peru) - e a rodovia equatoriana E682 - no distrito de Namballe (Região de Cajamarca)
- AM-102, que liga o distrito à cidade de Jamalca
- AM-105, que liga o distrito à cidade de Lonya Grande[2][3][4]